# Zeche Bergmann
Die Zeche Bergmann ist ein ehemaliges Steinkohlenbergwerk in Witten-Wartenberg. Die Zeche ist nicht identisch mit der gleichnamigen Kleinzeche in Witten-Annen-Borbachtal. Das Bergwerk wurde während seiner Betriebszeit mehrfach mit einem neuen Namen versehen.

## Geschichte

### Die Anfänge
Am 13. Oktober des Jahres 1777 wurde die Mutung eingelegt. Noch vor dem Jahr 1800 wurde ein Stollen im Flöz Bergmann aufgefahren. Dieses Flöz ist identisch mit dem Flöz Hauptflöz. Der Stollen wurde im Ruhrtal südlich vom Kohlensiepen angesetzt. Der Stollen befand sich 130 Meter östlich von der heutigen Wetterstraße. Bereits nach kurzer Auffahrung wurde eine Störung angefahren. Aufgrund dieser Störung wurde die weitere Auffahrung gestundet. Im Jahr 1801 wurden die Schürfarbeiten wieder weitergeführt. Etwa um das Jahr 1804 wurde der Betrieb erneut eingestellt. Im Jahr 1817 wurde das gemutete Flöz freigelegt. Im Jahr 1819 wurde der Betrieb wieder aufgenommen. Die Auffahrung des Stollens wurde hinter der Störung fortgesetzt, allerdings war das Flöz bisher noch nicht erreicht. Im darauffolgenden Jahr wurde ein neuer Stollen querschlägig durch das Flözhangende angesetzt. Am 8. Mai des Jahres 1821 wurde ein Längenfeld für den Abbau in Flöz Bergmann verliehen. Im Jahr 1824 wurde auf der Zeche Versuchsbetrieb durchgeführt. Im Jahr darauf waren der Stollen und ein Schacht in Betrieb, es wurde mit dem Abbau begonnen. Im Jahr 1826 wurden die Mutungen Weidemann und Hirsch mit der Zeche Bergmann vereinigt. Im März desselben Jahres wurde die Zeche Bergmann stillgelegt. Grund für die Stilllegung war der geringe Absatz. Am 4. Juni des Jahres 1829 wurde ein weiteres Längenfeld verliehen. Im Oktober des Jahres 1843 wurde das Bergwerk wieder in Betrieb genommen. Anschließend wurde der Versuchsstollen wieder aufgewältigt und danach mit der Förderung begonnen. Im Jahr 1848 erreichte der Stollen eine Länge von ungefähr 70 Lachtern. Im November desselben Jahres wurde die Zeche Bergmann erneut stillgelegt. Grund war diesmal die mangelnde Rentabilität des Bergwerks. Am 5. September des Jahres 1851 wurde das Längenfeld Prudens verliehen. Dieses Längenfeld war bereits bis zum Jahr 1848 versehentlich auf eine Länge von 100 Lachtern abgebaut worden. Noch im selben Jahr wurden die Ausrichtungsarbeiten wieder aufgenommen. Im Jahr 1852 wurde erneut mit dem Abbau begonnen.
Auf dem Bergwerk waren zwei Flöze mit unterschiedlichen Mächtigkeiten in Verhieb. Bei einem Flöz schwankte die Mächtigkeit zwischen 16 und 24 Zoll. Bei dem anderen Flöz lag die Mächtigkeit bei 30 Zoll. Abgebaut wurden Magerkohlen, die zum Kalk- und Ziegelbrennen verwendet wurden. Im Jahr 1855 wurde ein Schienenweg für Förderwagen erstellt. Das Bergwerk gehörte zu diesem Zeitpunkt zum Märkischen Bergamtsbezirk und dort zum Geschworenenrevier Hörde.  Am 29. Juli des Jahres 1857 wurde das Erbstollenrecht für den Förderstollen verliehen. Im Jahr 1861 wurde mit dem Geviertfeld Edmund II die östliche Fortsetzung des Feldes Bergmann verliehen. Am 24. April des Jahres 1871 konsolidierten der Bergmann Erbstollen mit den Längenfeldern Bernadotte, Prudens und Bergmann und dem Geviertfeld Edmond II zur Zeche Bergmann. Am 12. März des Jahres 1872 wurde die Konsolidation bestätigt. Im Jahr 1875 waren die Kohlenvorräte oberhalb der Stollensohle bis zu einer Verwerfung, die sich 200 Meter östlich des Stollenmundlochs befand, abgebaut. Aus diesem Grund wurde die Zeche Bergmann in diesem Jahr stillgelegt. Diese Stilllegung des Bergwerks dauerte mehrere Jahre. Erst im Jahr 1889 wurde das Bergwerk wieder in Betrieb genommen, es wurde auf dem späteren Zechenplatz ein Versuchsstollen aufgefahren.

### Der Übergang zum Tiefbau
Im Jahr 1890 begann der Übergang zum Tiefbau. Es wurde begonnen, einen tonnlägigen Schacht bis ins Flöz Hauptflöz abzuteufen. Im Jahr 1891 wurde bei einer flachen Teufe von 50 Metern (32 Meter seiger) die 1. Sohle angesetzt. Im Jahr 1892 wurde bei einer flachen Teufe von 165 Metern (110 Meter seiger) die 2. Sohle angesetzt und mit der Förderung begonnen. Im selben Jahr kam es zu erhöhten Zuflüssen von Grubenwasser. Im Jahr 1894 wurde die alte Stollensohle aufgewältigt. Im Jahr 1896 wurde ein Tagesüberhauen angelegt. Im darauffolgenden Jahr wurde begonnen, einen gebrochenen Wetterschacht zu teufen. Im Jahr 1898 erreichte der Wetterschacht bereits eine Teufe von 46 Metern. Im Jahr 1899 wurde das Flöz Kortmannsglück angefahren. Das Flöz hatte eine Mächtigkeit von 0,6 Metern. Um das Flöz zu erreichen, wurde ausgehend vom Flöz Bergmann ein 90 Meter langer Querschlag aufgefahren. Des Weiteren wurde in diesem Jahr über Tage ein Eisenbahnanschluss erstellt. Außerdem wurde die Kaue erweitert und eine Wasserleitung zur Speisung der Kessel mit Ruhrwasser installiert. In diesem Jahr kamen unter Tage zwei Bergleute durch Steinfall ums Leben. Im Jahr 1901 wurde das Längenfeld Neue Kortmannsglück übernommen. Dieses Längenfeld war bereits am 11. Januar des Jahres 1842 verliehen worden und war noch unverritzt. Es wurde vom Zechenplatz ausgehend ein Stollen angelegt. Der Stollen war geplant für den Aufschluss des neuen Grubenfeldes mit dem Flöz Kortmannsglück. Am 25. Dezember 1901 fiel die Pumpenanlage aus und die Grubenbaue soffen ab.
Im Jahr 1903 wurde eine Fördermaschine mit Vorgelege installiert. Außerdem wurde über die Hängebank des tonnlägigen Schachtes ein Dach aus einer Stahlkonstruktion gebaut. Am 14. November des Jahres 1904 meldeten die Besitzer des Bergwerks Konkurs an, im Anschluss daran wechselten die Besitzer des Bergwerks. Im gleichen Jahr wurden die Längenfelder Neues Kortmannsglück, Schlagbaum I und Schlagbaum II erworben. Im darauffolgenden Jahr wurde begonnen, den tonnlägigen Schacht tiefer zu teufen. Im Jahr 1906 wurde bei einer flachen Teufe von 336 Metern (215 Meter seiger) die 3. Sohle angesetzt. Der Schacht erreichte in diesem Jahr eine Gesamtteufe von 348 Metern flach. Im Jahr 1909 waren drei Schächte in Betrieb. In diesem Jahr wurden das Geviertfeld Engelhardt und das Längenfeld Schöne Aussicht erworben. Am 1. Februar desselben Jahres wechselten erneut die Besitzer des Bergwerks, gleichzeitig wurde das Bergwerk umbenannt in Wittener Steinkohlenbergwerk.

### Betrieb als Wittener Steinkohlenbergwerk
Nach dem Besitzerwechsel ging das Bergwerk unter dem Namen Wittener Steinkohlenbergwerk in Betrieb. Im selben Jahr wurde im Kohlensiepen eine Aufbereitungsanlage errichtet. Es waren drei Schächte vorhanden, davon waren zwei Schächte als Wetterschacht in Funktion und ein tonnlägiger Schacht wurde als Förderschacht genutzt. Die Wettersohle des Bergwerks lag bei einer Teufe von 19 Metern (+72 Meter NN) Die 3. Sohle lag bei einer flachen Teufe von 336 Metern (215 Meter seiger somit bei −124 Meter NN). Die Berechtsame umfasste die Längenfelder Bergmann, Prudent (Prudens), Bernadotte, Neues Kortmannsglück, Bergmann Erbstollen, Schöne Aussicht, Saamsbank, Schlagbaum I und Schlagbaum II. Außerdem gehörten dazu die Geviertfelder Engelhardt und Edmund II. Das Baufeld hatte die Ausmaße von drei Kilometern streichend und zwei Kilometern querschlägig. Im Jahr 1910 waren mittlerweile vier Schächte in Betrieb, davon waren drei Schächte als Wetterschächte eingesetzt und ein Schacht diente der Förderung. In diesem Jahr wurde eine Brikettfabrik in Betrieb genommen. 
Um das Bergwerk weiter auszurichten, wurde im Jahr 1911 mit der Auffahrung einer Gesteinstrecke begonnen. Allerdings wurde die Auffahrung der Strecke bei einer Auffahrungslänge von 200 Metern gestundet. Im selben Jahr wurde begonnen, an der Wetterstrecke einen seigeren Schacht zu teufen, die Arbeiten wurden bei einer Teufe von zehn Metern gestundet. Es wurden die Geviertfelder Saulus, König und Witten erworben. Es war geplant, die Felder zur Zeche Vereinigte Tannenberg zu konsolidieren. Diese Konsolidation fand jedoch nicht statt. Am 16. April des Jahres 1912 soffen die Grubenbaue ab. Aus diesem Grund wurde die Förderung eingestellt und der Konkurs angemeldet. Am 18. Mai desselben Jahres wurde das Bergwerk unter Zwangsverwaltung gestellt und am 28. Oktober zwangsversteigert. Nach der Versteigerung wurde begonnen, die Grubenbaue zu sümpfen. Am 27. Dezember desselben Jahres soffen die Grubenbaue erneut ab. Zu diesem Zeitpunkt wurde das Längenfeld Schöne Aussicht wieder selbstständig. Ab dem Jahr 1913 wurde im oberen Borbachtal unter dem Namen Zeche Borbachtal weiter abgebaut. Im selben Jahr wurde die Brikettfabrik außer Betrieb genommen.
Am 2. Januar des Jahres 1919 kam es zu einem erneuten Besitzerwechsel und Rückbenennung in Zeche Bergmann. Im selben Jahr wurde der alte Stollen wieder aufgewältigt. Außerdem wurden im Borbachtal mehrere Stollen neu aufgefahren, es waren zum Schluss neun Stollen vorhanden. Am 27. April desselben Jahres wurde das Bergwerk von der Wittener Bergbaugesellschaft mbH angepachtet. Im Jahr 1920 wurde begonnen, den alte Tiefbau zu sümpfen. Der in diesem Grubenfeld befindliche tonnlägige Schacht wurde seit diesem Zeitpunkt Schacht Donatus genannt. Es waren zu diesem Zeitpunkt sechs Stollen und drei Schächte in Betrieb. In der Zeit vom 27. Oktober bis zum 28. November des Jahres 1921 konsolidierte die Zeche Bergmann mit weiteren Bergwerken zur Zeche Vereinigte Tannenberg.

## Förderung und Belegschaft
Die ersten Förder- und Belegschaftszahlen stammen aus dem Jahr 1845, es waren in dem Jahr vier bis sieben Bergleute auf dem Bergwerk beschäftigt, die eine Förderung von 20.139 Scheffeln Steinkohle erbrachten. Im Jahr 1847 wurden von fünf Bergleuten rund 110 Tonnen Steinkohle gefördert. Im Jahr 1855 wurden von 26 Bergleuten 17.962 preußische Tonnen Steinkohle gefördert. Im Jahr 1860 lag die Förderung bei 19.500 preußischen Tonnen Steinkohle. Im Jahr 1865 wurden 164.670 Scheffel Steinkohle gefördert. Im Jahr 1870 wurden mit elf Bergleuten 3512 Tonnen Steinkohle gefördert. Im Jahr 1873 kam es zu einem drastischen Förderrückgang, es wurden von sieben Bergleuten 151 Tonnen Steinkohle gefördert. Im Jahr 1892 förderten 30 Bergleute rund 2000 Tonnen Steinkohle. Im Jahr 1895 wurden von 29 Bergleuten 3455 Tonnen Steinkohle gefördert. Im Jahr 1900 stieg die Förderung an auf 23.010 Tonnen Steinkohle, diese Förderung wurde von 130 Bergleuten erbracht. Im Jahr 1905 wurden von 115 Bergleuten 15.004 Tonnen Steinkohle gefördert. Im Jahr 1908 wurden 24.215 Tonnen Steinkohle gefördert, diese Förderung wurde von 151 Bergleuten erbracht. Im Jahr 1909 wurden mit 160 Bergleuten 20.370 Tonnen Steinkohle gefördert. Im Jahr 1910 wurde mit 296 Beschäftigten die maximale Förderung des Bergwerks erbracht, es wurden 40.966 Tonnen Steinkohle gefördert. Im Jahr 1911 wurden mit 309 Bergleuten 30.017 Tonnen Steinkohle gefördert. Im Jahr 1912 wurden mit 137 Bergleuten 14.291 Tonnen Steinkohle gefördert. Die letzten bekannten Förder- und Belegschaftszahlen des Bergwerks stammen aus dem Jahr 1920. In diesem Jahr wurden 32.000 Tonnen Steinkohle gefördert, die Belegschaftsstärke lag bei 553 Beschäftigten.

## Heutiger Zustand
Von der Zeche Bergmann sind noch Gebäude des Nachfolgebetriebes Borbachtal vorhanden. Außerdem existieren noch zwei Stollenmundlöcher.